# 피터 칼소프

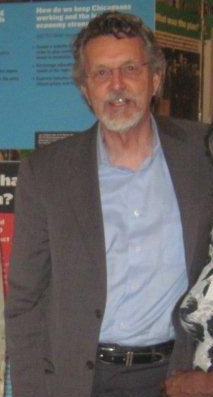
2011년 모습

피터 칼소프(Peter Calthorpe, 1949년 ~ )는 샌프란시스코에 거주하는 건축가, 도시 디자이너 및 도시 계획가이다. 지속 가능한 건축 관행을 장려하기 위해 1992년에 결성된 시카고 기반 옹호 단체인 뉴어버니즘 콩그레스(Congress for New Urbanism)의 창립 멤버이다. 미국의 도시 및 교외 성장 모델을 재정의하는 작업으로 칼소프는 뉴스위크 매거진에서 선정한 25명의 '최첨단 혁신가'(innovators on the cutting edge) 중 한 명으로 선정되었다.